# Muschampia mohammed
Muschampia mohammed ist ein Schmetterling aus der Familie der Dickkopffalter (Hesperiidae).

## Merkmale
Die Vorderflügellänge beträgt 15 bis 16 Millimeter. Muschampia mohammed hat große Ähnlichkeit mit Muschampia proto. Der Außenrand der Hinterflügel ist deutlich gewellt. Die Flecken auf der Oberseite sind wesentlich besser ausgebildet und gelblich bis bräunlich gefärbt. Die Submarginalflecke sind ebenfalls deutlicher. Die Unterseite der Hinterflügel ist grundsätzlich braun oder rotbraun gefärbt mit rötlichen Adern. In der Postdiskalregion sind einige dunkle Adernzwischenräume zu sehen, besonders in den Zellen 1c, zwei und drei. Weiters befinden sich dort weiße kleine Flecken, die zum Teil schwarz eingefasst sind. Außerdem ist ein großer heller Diskalfleck zu sehen, der perlmutterglänzend ist.

### Variabilität
Die Falter der ersten Generation sind kleiner (die Vorderflügellänge beträgt nur 14 Millimeter). Die Unterseite der Hinterflügel ist grundsätzlich dunkelbraun gefärbt.

## Geographisches Vorkommen und Lebensraum
Muschampia mohammed ist in Marokko, Algerien und ?Tunesien beheimatet. Er ist an trockenen, felsen- und blumenreichen Stellen zwischen 1500 und 1800 Metern über NN anzutreffen.

## Lebensweise
Die Falter fliegen von März bis Oktober in zwei oder drei Generationen. Die Raupe lebt an Brandkräutern; genannt werden Phlomis crinita und Phlomis bovei.

## Systematik
Die Art wurde von Charles Oberthür 1887 unter dem Namen Syrichthus mohammed erstmals wissenschaftlich beschrieben. Die Typlokalität ist Sebdou, Lambessa (Algerien). Es existieren noch zwei jüngere Synonyme, Syrichthus ahmed Oberthür, 1912 und Hesperia caid Le Cerf, 1923.